# Vieiras (Minas Gerais)
Vieiras es un municipio brasileño del interior del estado de Minas Gerais.

## Historia
El municipio de Vieiras obtuvo su emancipación en 1953 cuando los distritos de Vieiras y Santo Antônio do Gloria fueron desmembrados de Miradouro para formar el nuevo municipio. Su nombre es un homenaje a Lucas Vieira, antiguo propietario de tierras del municipio.